# Заболотье (Дубенский район)
Заболотье (укр. Заболоття) — село в Острожецкой сельской общине Дубенского района Ровненской области Украины.
До 2020 года входило в Млиновский район.
Население по переписи 2001 года составляло 51 человек. Почтовый индекс — 35110. Телефонный код — 3659. Код КОАТУУ — 5623885203.